# Roland Anderson
Roland Rupert Anderson (* 18. November 1903 in Boston, Massachusetts; † 29. Oktober 1989 in Los Angeles, Kalifornien) war ein US-amerikanischer Szenenbildner und derjenige, der am häufigsten (15 Mal) für den Oscar für das beste Szenenbild nominiert war, ohne jemals diesen Preis zu erhalten.

## Leben
Anderson begann seine Laufbahn als Szenenbildner 1932 bei der Erstellung des Films In einem anderen Land von Frank Borzage und war während seiner 37-jährigen Karriere an über 90 Filmproduktionen beteiligt.
Bei der Oscarverleihung 1934 war er erstmals für den Oscar nominiert und zwar gemeinsam mit Hans Dreier für das Szenenbild von In einem anderen Land. Weitere gemeinsame Oscarnominierungen mit Dreier folgten 1936 für Bengali (1935), 1938 für Schiffbruch der Seelen (1937) und 1941 für den Farbfilm Die scharlachroten Reiter (1940). Bei der Oscarverleihung 1943 war er mit Dreier und George Sawley sowohl für den Oscar für das Szenenbild in dem Farbfilm Piraten im karibischen Meer (1942) nominiert als auch mit Dreier und Sam Comer für den Schwarzweißfilm Liebling, zum Diktat (1942).
Bei der Oscarverleihung 1946 erfolgte gemeinsam mit Dreier, Comer und Ray Moyer die Nominierung für den Oscar für das beste Szenenbild in dem Schwarzweißfilm Liebesbriefe (1945). Nach einer weiteren Nominierung 1953 mit Hal Pereira und Emile Kuri für den Schwarzweißfilm Carrie (1952), war er bei der Oscarverleihung 1955 gleich zwei Mal nominiert und zwar einerseits zusammen mit Pereira, Comer und Moyer für den Farbfilm Red Garters (1954), andererseits mit Pereira, Comer und Grace Gregory für den Schwarzweißfilm Ein Mädchen vom Lande (1954).
1961 war Anderson zusammen mit Pereira, Comer und Arrigo Breschi für das Szenenbild des Farbfilms Es begann in Neapel (1960) erneut für einen Oscar nominiert ebenso wie bei der Oscarverleihung 1962 mit Pereira, Comer und Moyer für den Farbfilm Frühstück bei Tiffany (1961). Nach einer erneuten Nominierung mit Pereira, Comer und Frank McKelvy für den Oscar für das beste Szenenbild 1963 in Es begann in Rom (1962), war er zuletzt bei der Oscarverleihung 1964 abermals zweifach nominiert: Zusammen mit Pereira, Comer und James W. Payne für den Farbfilm Wenn mein Schlafzimmer sprechen könnte (1963) sowie mit Pereira, Comer und Grace Gregory für den Schwarzweißfilm Verliebt in einen Fremden (1963).
Zu weiteren bekannten Filmen mit einem von ihm gestalteten Szenenbild gehören Musik, Musik (1942), Here Come the Waves (1944), Weiße Weihnachten (1954) sowie Der Hofnarr (1955).
Während seiner Laufbahn arbeitete er nicht nur mit Frank Borzage, sondern zahlreichen weiteren berühmten Filmregisseuren wie Henry Hathaway, Cecil B. DeMille, Mitchell Leisen, William Dieterle, William Wyler, George Marshall, George Seaton, Melville Shavelson, Blake Edwards, Bud Yorkin, Robert Mulligan, Mark Sandrich, Michael Curtiz und Melvin Frank zusammen.

## Filmografie (Auswahl)
- 1932: In einem anderen Land (A Farewell to Arms)
- 1933: Revolution der Jugend (This Day and Age)
- 1934: Cleopatra
- 1935: Bengali (The Lives of a Bengal Lancer)
- 1937: Assistenzarzt Dr. Kilder (Internes Can’t Take Money)
- 1937: Schiffbruch der Seelen (Souls at Sea)
- 1938: Der Freibeuter von Louisiana (The Buccaneer)
- 1938: Piraten in Alaska (Spawn of the North)
- 1939: Union Pacific
- 1940: Die unvergessliche Weihnachtsnacht (Remember the Night)
- 1940: Die scharlachroten Reiter (North West Mounted Police)
- 1941: Verfluchtes Land (The Shepherd of the Hills)
- 1942: Piraten im karibischen Meer (Reap the Wild Wind)
- 1942: Liebling, zum Diktat (Take a Letter, Darling)
- 1942: Musik, Musik (Holiday Inn)
- 1942: Der Major und das Mädchen (The Major and the Minor)
- 1944: Dr. Wassells Flucht aus Java (The Story of Dr. Wassell)
- 1944: Here Come the Waves
- 1945: Liebesbriefe (Love Letters)
- 1946: Der Weg nach Utopia (Road to Utopia)
- 1946: Mutterherz (To Each His Own)
- 1947: California
- 1947: Pauline, laß das Küssen sein (The Perils of Pauline)
- 1948: Spiel mit dem Tode (The Big Clock)
- 1950: Tanzen ist unser Leben – Let’s Dance (Let’s Dance)
- 1950: Das Brandmal (Branded)
- 1951: Spione, Liebe und die Feuerwehr (My Favorite Spy)
- 1952: Nur für Dich (Just for You)
- 1952: Carrie
- 1953: Donner in Fern-Ost (Thunder in the East)
- 1954: Weiße Weihnachten (White Christmas)
- 1954: Ein Mädchen vom Lande (The Country Girl)
- 1955: Wir sind keine Engel (We’re No Angels)
- 1955: Der Hofnarr (The Court Jester)
- 1957: Schicksalsmelodie (The Joker Is Wild)
- 1960: Es begann in Neapel (It Started in Naples)
- 1961: Frühstück bei Tiffany (Breakfast at Tiffany’s)
- 1961: Die unteren Zehntausend (Pocketful of Miracles)
- 1962: Es begann in Rom (The Pigeon That Took Rome)
- 1963: Wenn mein Schlafzimmer sprechen könnte (Come Blow Your Horn)
- 1963: Verliebt in einen Fremden (Love with the Proper Stranger)
- 1967: Der Verwegene (Will Penny)
- 1968: Der große Schweiger (The Stalking Moon)